# As It Is in Heaven
As It Is in Heaven (en sueco, Så som i himmelen; Como en el cielo, en Argentina; Tierra de ángeles, en España; Así en la tierra como en el cielo, en otros países hispanohablantes) es una película de Suecia del 2004 dirigida por Kay Pollak y protagonizada por Michael Nyqvist y Frida Hallgren. Fue un éxito en la taquilla de ese país y también en varios otros.

## Trama
Es la historia de un músico de prestigio internacional que, después de haber tenido un infarto durante un concierto con su orquesta, decide retirarse de su profesión y regresar a su pueblo natal. Allí, es convencido de dirigir el coro de la iglesia local, lo cual desata cambios emocionales en él, en todos los miembros del coro, en varios habitantes del lugar e incluso en el ministro de la parroquia. Se abordan, entre otros temas, el amor, el machismo, la violencia familiar, la discriminación y los prejuicios.

## Elenco
- Michael Nyqvist como Daniel Daréus.
- Frida Hallgren como Lena.
- Helen Sjöholm como Gabriella.
- Lennart Jähkel como Arne.
- Ingela Olsson como Inger.
- Niklas Falk como Stig.
- Per Morberg como Conny.
- Ylva Lööf como Siv.
- André Sjöberg como Tore.
- Mikael Rahm como Holmfrid.
- Barbro Kollberg como Olga.
- Axelle Axell como Florence.
- Lasse Petterson como Erik.
- Ulla-Britt Norrman-Olsson como Amanda.

## Banda musical
La película incluye:
- El oro del Rhin, de Richard Wagner. Interpretado por el Tiroler Symphonieorchester, dirigido por Georg Schmöhe.
- Sinfonía núm. 2, de Anton Bruckner. Interpretada por el Tiroler Symphonieorchester, dirigido por Georg Schmöhe.
- Sonata en sol bemol, de Johann Sebastian Bach.
- Concierto para violín en la menor, Op. 3, núm. 6, de Antonio Vivaldi.
- Glada Änkan, de Franz Lehar.
- Concierto para violín en mi menor, de Felix Mendelssohn-Bartholdy.
- Oha Oha, de Bengt Palmers.
- Cotton Fields, de Leadbelly.
- Hoppsa, interpretada por Roger Tallroth, Olov Johansson y Mikael Marin.
- Trío para piano núm. 2, D. 929 (antes Op. 100), de Franz Schubert.
- Gabriellas Sång, de Stefan Nilsson y Py Bäckman. Interpretada por Helen Sjöholm.
- Lenas Sång, de Stefan Nilsson y Leyla Yilbar Norgren. Interpretada por Leyla Yilbar Norgren.